# Alta Val Tanaro
L'Alta Val Tanaro (Àuta Val Tani in piemontese, Àta Val Tan in dialetto monregalese, Ota Vol Tōnō e Ota valada du Tane nelle varianti liguri di Ormea e Garessio) è una vallata delle Alpi liguri.

## Geografia fisica

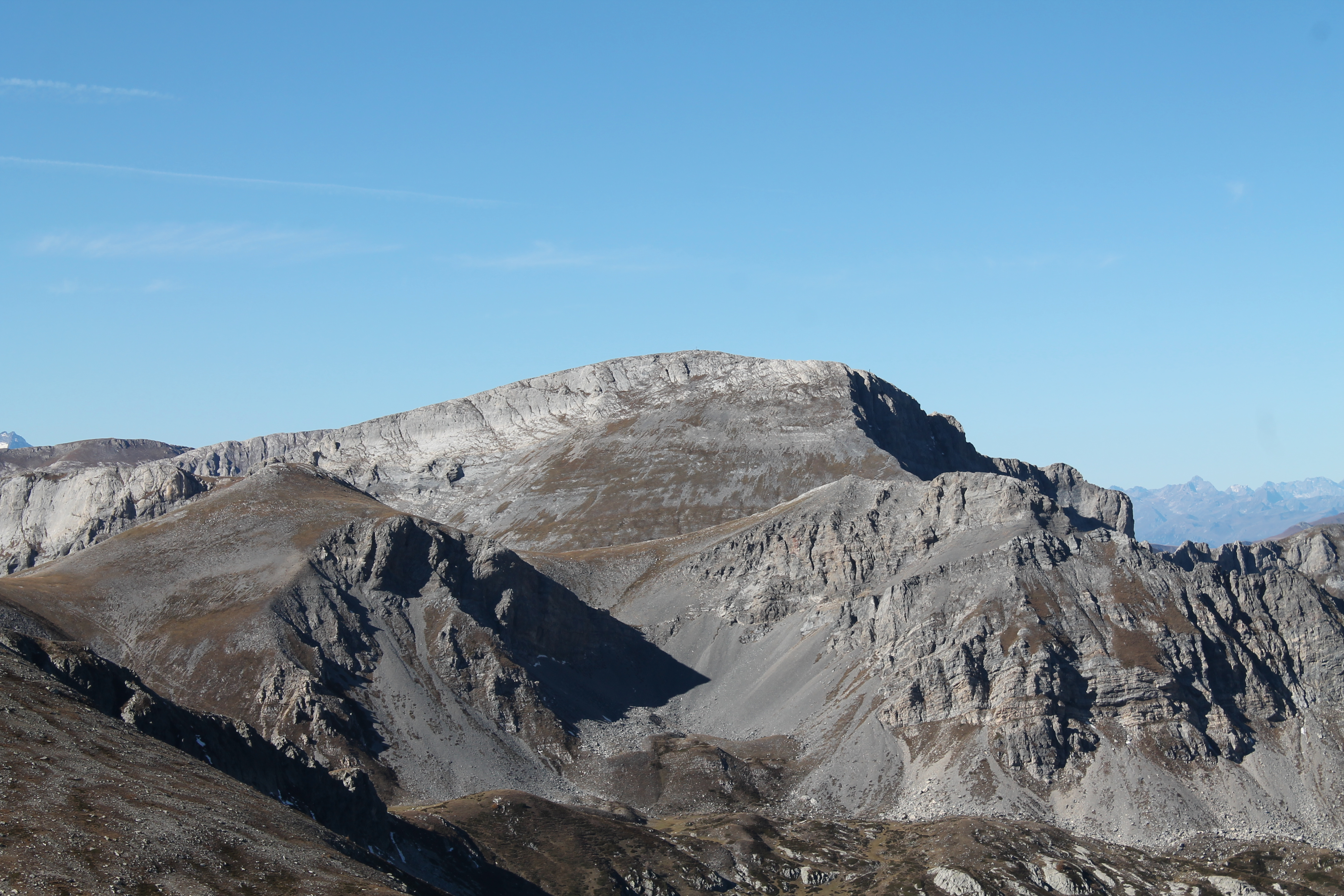
Il monte Mongioie, al confine settentrionale della valle

L'Alta Valle Tanaro è una delle valli delle Alpi Liguri.Come "Alta Val Tanaro" viene in genere considerata la parte montana del bacino del fiume Tanaro, collocata nella zona occidentale del suo corso, a monte di Ceva. I territori che fiancheggiano il fiume posti più ad est, tra i sistemi collinari delle Langhe e del Monferrato, vengono invece considerati come media e bassa valle del fiume. La valle è delimitata a nord da una costiera montuosa che fa parte delle Alpi del Marguareis e la divide dalla valli del Monregalese. Ad est e sud-est è contigua ad alcune vallate tributarie del Mar Ligure: la Val Roia, la Valle Argentina e la Valle Arroscia. A sud-ovest invece confina con la Val Bormida. La cima più alta dell'Alta val Tanaro è la Punta Marguareis (2.651 m).

## Geografia amministrativa
La vallata appartiene quasi completamente alla Provincia di Cuneo, in Piemonte. Una piccola parte fa invece parte delle province liguri di Savona (comune di Massimino) e di Imperia, e una porzione di territorio ancora più limitata, posta nei pressi del confine, appartiene alla Francia. 
La parte piemontese dell'Alta Val Tanaro faceva parte della Comunità montana Alta Valle Tanaro, che nel 2011 si fuse con due altre comunità montane limitrofe dando origine alla Comunità montana Alto Tanaro Cebano Monregalese. L'ente è stato soppresso, insieme alle altre comunità montane del Piemonte, con la Legge regionale 28 settembre 2012, n. 11. In seguito, ai sensi della Legge regionale del 14 marzo 2014, n. 3. "Legge sulla montagna", è stata costituita l'Unione Montana Alta Val Tanaro, che comprende i comuni di Briga Alta, Ormea, Nucetto, Perlo, Bagnasco, Priola e Battifollo assieme a quelli di Alto e Caprauna, che appartengono idrograficamente al bacino del mar Ligure. Il Comune di Garessio dal 2021 si è staccato per costituire insieme a Pamparato l’Unione Montana Valli Tanaro e Casotto. Il comune ligure di Massimino amministrativamente era invece incluso nella Comunità montana Alta Val Bormida, mentre quelli di Cosio d'Arroscia e di Pornassio fanno parte dell'Unione dei comuni dell'Alta Valle Arroscia.

## Storia

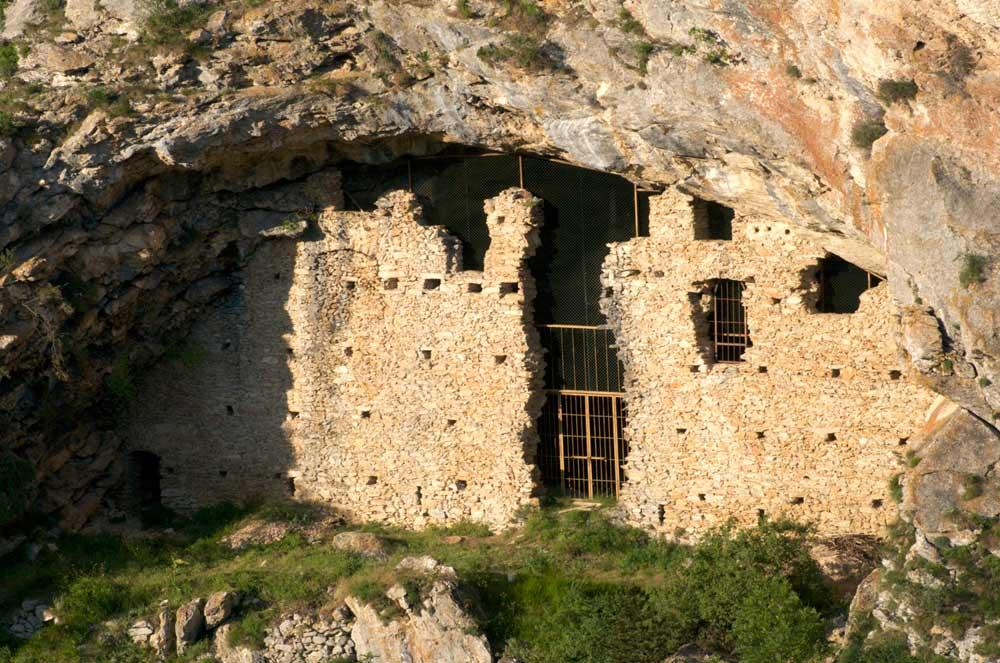
La Balma del Messere

La val Tanaro è abitata fin dalla preistoria, come provano vari reperti archeologici rinvenuti nella zona. In epoca pre-romana nella vallata risiedevano popolazioni di ceppo ligure, che lasciarono tra l'altro vari toponimi riconducibili alla loro lingua. I romani probabilmente apprezzarono della valle le acque termali di Garessio. Durante l'Alto Medioevo la valle fu interessata dalla scorrerie dei Saraceni, che forse durante il X secolo vi si insediarono; alcuni edifici come la torre cilindrica di Barchi e la caverna fortificata chiamata Balma del Messere sono stati interpretati come basi saracene. Questi furono debellati da una serie di campagne condotte da Guglielmo I di Provenza. Nel 967 l'imperatore Ottone I assegnò la zona in feudo agli Aleramo del Monferrato; successivamente passò al marchesato di Ceva fino alla cessione della valle ai Savoia nel 1558.
Nel periodo napoleonico la vallata fu pesantemente coinvolta dalla prima e dalla seconda campagna d'Italia, e una volta preso il controllo del Piemonte i francesi decisero di abbattere o di danneggiare pesantemente alcune preesistenti fortificazioni medioevali, come ad esempio il castello di Nucetto, per evitare che potessero essere usati contro di loro. Con la seconda metà dell'Ottocento la presenza della ferrovia Ceva-Ormea favorì lo sviluppo industriale del fondovalle e la creazione di numerose imprese. Durante la seconda guerra mondiale la zona fu teatro di varie azioni belliche e alla fine delle ostilità Garessio fu tra le Città decorate al Valor Militare per la Guerra di Liberazione con la Medaglia di Bronzo al Valor Militare, per i sacrifici della popolazione e il contributo dato alla lotta partigiana.
Nel novembre 1994 l'Alta Val Tanaro subì pesanti danni a causa di una violenta alluvione causata dal fiume Tanaro e dai suoi affluenti; già nel 1744 un'alluvione altrettanto disastrosa aveva danneggiato pesantemente vari edifici della vallata come ad esempio la parrocchiale di Garessio. Gravi danni, in particolare a Ormea e Garessio, sono anche stati causati dall'alluvione del 2016 e dall'alluvione del 2020.

## Economia

### Prodotti agroalimentari
Tra i prodotti agroalimentari dell'Alta Val Tanaro sono tipici il cece di Nucetto, il grano saraceno Furmentin, il fagiolo Bianco di Bagnasco, la castagna Garessina, le patate di montagna dell’Alta Val Tanaro, la farina di mais Ottofile e alcuni formaggi come la Sora, l’Ormea e il Raschera d’alpeggio. Un altro prodotto della valle piuttosto noto è l'acqua minerale San Bernardo, imbottigliata a Garessio in uno stabilimento di proprietà Nestlé.

### Industria
Già a partire dalla seconda metà dell'Ottocento sul fondovalle, anche grazie alla presenza della ferrovia, si insediarono vari stabilimenti industriali, alcuni dei quali ancora attivi. Mentre ad esempio la cartiera di Ormea dopo circa un secolo di attività ha cessato la produzione ed è oggi oggetto di vari progetti di riutilizzo a Garessio sono tuttora attive varie imprese, tra le quali uno stabilimento farmaceutico acquisito dalla multinazionale Sanofi-Aventis. Importante è anche il cementificio Fassa Bortolo di Bagnasco e alcune imprese meccaniche presenti a Garessio.

## Trasporti

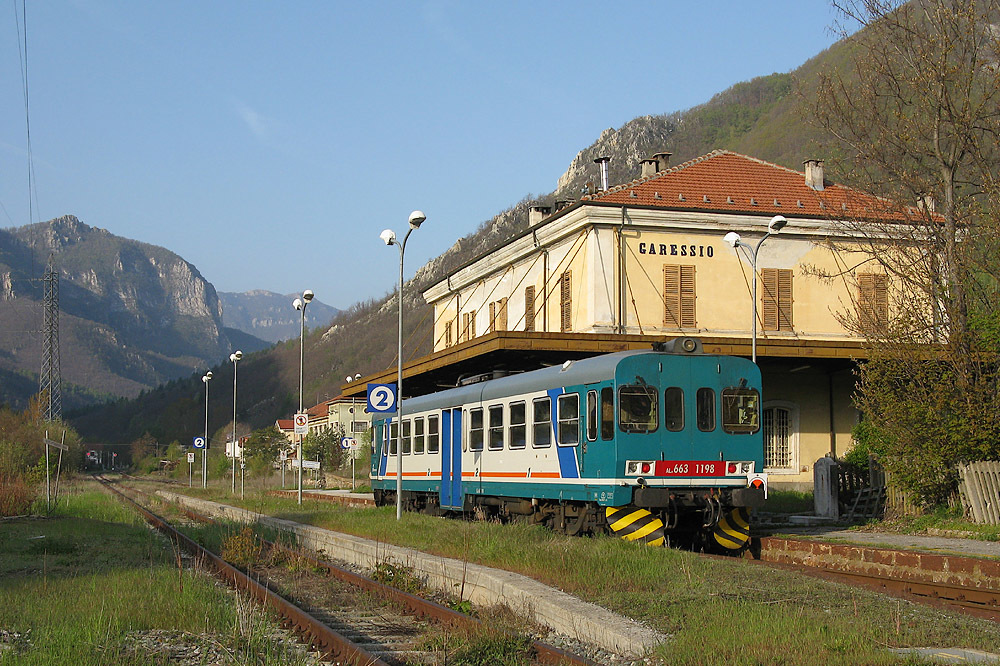
La stazione di Garessio

Il fondovalle dell'Alta Val Tanaro è percorso tra Ceva e Ponte di Nava dalla SS.28, che poi piega verso sud e, attraversato il Colle di Nava, aggiunge Imperia. Un'altra importante arteria stradale è la Strada statale 490 del Colle del Melogno, che si diparte a Bagnasco dalla SS.28 e, attraversato il Colle dei Giovetti, raggiunge anch'essa la riviera di Ponente. La Strada statale 582 del Colle di San Bernardo collega invece Garessio con Erli tramite il Colle San Bernardo. Altri valichi stradali di una certa importanza che collegano l'Alta Val Tanaro con le vallate vicine sono la Colla di Casotto (tra Garessio e Pamparato), il Colle del Quazzo (tra Garessio e Calizzano) e il Colle Prale (tra Ormea e Caprauna).
Alcuni paesi della valle erano in passato serviti anche dalla ferrovia Ceva-Ormea, che oggi funziona solo più come ferrovia turistica.

## Protezione della natura
Buona parte della zona posta alla testata dalla Val Tanaro e che ricade in Piemonte è compresa nel Parco naturale del Marguareis, istituito nel 1978 con il nome di Parco naturale dell'Alta valle Pesio e Tanaro. La zona ligure della vallata è invece parzialmente inclusa nel Parco naturale regionale delle Alpi Liguri; in particolare porzione Zona di Pian Cavallo tutela una parte della valli del Tanarello e del Negrone, i due rami sorgentizi del Tanaro. Nell'alta valle esiste anche il SIC (Sito di Interesse Comunitario) denominato Monte Antoroto (cod. IT1160035).